# Anomala forbesi
Anomala forbesi är en skalbaggsart som beskrevs av Bates 1884. Anomala forbesi ingår i släktet Anomala och familjen Rutelidae. Inga underarter finns listade i Catalogue of Life.